# Бліва
Бліва (рос. Блева) — річка в Україні, у Чуднівському й Любарському районах Житомирської області. Права притока Случі (басейн Дніпра).

## Опис
Довжина річки 16 км, похил річки — 1,9 м/км. Формується з багатьох безіменних струмків та водойм. Площа басейну 49,6 км².

## Розташування
Бере початок у Мотрунках. Тече переважно на північний захід через Коваленки, Панасівку і на південній околиці Любара впадає у річку Случ, праву притоку Горині. 
Річку перетинають автомобільні дороги Т 0610, Н02.